# Байо, Мария
Мария Байо (Мария Хосефина Байо-Хименес, исп. María Josefina Bayo Jiménez; 28 мая 1961, Фитеро, Наварра, Испания) — испанская оперная певица, колоратурное сопрано. Лауреат учреждённой правительством Наварры премии Принца де Виана (Premios Internacionales de Navarra Príncipe de Viana) в области культуры 2002 года.

## Биография
Мария Байо получила начальное музыкальное образование в консерватории Пабло Сарасате (Памплона), где изучала игру на гитаре, также Мария пела в хоре Синтруэниго. Впоследствии, из-за отсутствия карьерных перспектив для себя как исполнительницы гитарной музыки, она решила изучать вокал. Пение Марии преподавала Эдурне Агерри. Байо выступала как солистка с Orfeón Pamplonés, капеллой Кафедрального собора Памплоны, пела на благотворительных концертах ЮНИСЕФ.
В 1985 году как стипендиат Правительства Наварры Мария переехала в Германию для продолжения обучения в Высшей музыкальной школе Детмольда у Артура Хансена. Год спустя Мария стала стипендиатом Международного вокального конкурса Хулиана Гайарре, проводившегося в первый раз. В этом же, 1986 году, Байо получила стипендию Мадрониты Андреу на Конкурсе Франсиско Виньяса (Concurso Internacional de Canto Francisco Viñas). Международная известность пришла к Байо в 1988 году, когда она выиграла первый приз на конкурсе Венской Камерной оперы (Internationaler Hans-Gabor-Belvedere-Gesangswettbewerb).
В 2009 году вместе с Жузепом Соле и Жоаном Мануэлем Серратом была выдвинута на соискание Национальной музыкальной премии Испании.
15 апреля 2011 года Марии Байо присвоено звание члена Хакиунды — Академии науки, литературы и искусства, основанной Баскским научным обществом.
Лауреат премии Humanidades de Eusko Ikaskuntza-Caja Laboral (2011) и премии Общества Томмазо Траетты (2014) за заслуги в открытии корней музыкального европейского наследия.
У Марии Байо одна дочь, Илия (2004), своё имя получила в честь героини оперы Моцарта «Идоменей».

## Репертуар
Обширный и разнообразный оперный репертуар Марии Байо охватывает музыку четырёх столетий: от произведений Генделя и Кавалли до Пуччини, Дебюсси, Пуленка и Стравинского.
Байо дебютировала на оперной сцене в Пизе, Санкт-Галлене и Люцерне: в «Искателях жемчуга» Бизе (Лейла), «Лючии де Ламмермур» Доницетти и «Сомнамбуле» Беллини (Лиза). Потом последовали роли в «Юлии Цезаре» Генделя (Клеопатра), «Паяцах» Леонкавалло (Недда), «Бале-маскараде» Верди (Оскар).
При обширном репертуаре у певицы тем не менее есть предпочтения, в первую очередь, это творчество Россини, — Байо исполнила партии в шести операх итальянского композитора: «Бьянка и Фальеро», «Севильский цирюльник», «Путешествие в Реймс», «Случай делает вором», «Шёлковая лестница» и «Танкред». А также произведения Моцарта — четыре сезона подряд Байо (первая из испанских певиц) приглашалась на Зальцбургский фестиваль для исполнения партий в «трилогии Да Понте» (или «итальянской трилогии Моцарта»): «Дон Жуан», «Так поступают все», «Свадьба Фигаро». Роли, исполненные Марией в этих операх принесли ей славу моцартовской певицы. Эволюция голоса Байо привела её к последовательному исполнению нескольких ролей в каждой из этих опер. В «Так поступают все» она сначала пела Фьордилиджи (Сан Себастьян, 1991), а позднее — Деспину (Зальцбург, 2000). В «Дон Жуане» Мария первоначально обратилась к роли Церлины (Зальцбург, 1999), спустя некоторое время воплотила образ Донны Анны (Рур-Триеналле, 2002). В «Свадьбе Фигаро», Байо исполняла последовательно три партии: Сюзанну, партию для сопрано (Мадрид, 1990); Керубино, как правило, его поют меццо-сопрано, (Зальцбург, 1998); и, наконец, в 2007 году впервые — роль Графини (Дрезден). В «Богеме» Мария дебютировала в роли Мюзетты (Милан), позднее исполняла партию Мими. Кроме того, Байо исполнила главные партии в таких барочных операх, как «Каллисто» Франческо Кавалли (1995, Ла Моннэ, дирижёр Рене Якобс) и «Клеофида» Хассе.
Важной частью исполнительской карьеры Байо стала работа в области сарсуэлы, причём не только произведений XIX и XX веков, но и барочной сарсуэлы XVII века.